# Nova Twins
Nova Twins è un duo musicale britannico formatosi nel 2014. È costituito dalle musiciste Amy Love e Georgia South.

## Storia del gruppo
Le Nova Twins si sono fatte conoscere col primo album in studio Who Are the Girls?, pubblicato nel febbraio 2020 e acclamato dalla critica specializzata. Tuttavia, soltanto col disco successivo Supernova sono riuscite a far l'ingresso nella Official Albums Chart; anch'esso recensito positivamente dalle testate giornalistiche, ha esordito al 27º posto della sopraccitata classifica. A supporto del disco, il duo ha imbarcato una tournée autunnale in America del Nord.
Nell'ambito dei BRIT Awards 2023 le Nova Twins sono state candidate per due riconoscimenti, uno per il gruppo dell'anno e l'altro per l'artista rock/alternativo.

## Formazione
- Amy Love – voce, chitarra
- Georgia South – cori, basso

## Discografia

### Album in studio
- 2020 – Who Are the Girls?
- 2022 – Supernova

### EP
- 2016 – Nova Twins

### Singoli
- 2017 – Thelma and Louise
- 2018 – Hit Girl
- 2018 – Mood Swings
- 2018 – Lose Your Head
- 2019 – Devil's Face
- 2019 – Vortex
- 2020 – Taxi
- 2020 – Play Fair
- 2021 – Undertaker
- 2021 – Bullet
- 2021 – Antagonist
- 2022 – K.M.B.
- 2022 – Cleopatra
- 2022 – Puzzles
- 2025 – Monsters
- 2025 – Soprano